# Каса Колорада (Њу Мексико)
Каса Колорада (енгл. Casa Colorada) насељено је место без административног статуса у америчкој савезној држави Њу Мексико.

## Демографија
По попису из 2010. године број становника је 272, што је 216 (385,7%) становника више него 2000. године.
| Група             | 2000.      | 2010.       |
| Белци             | 12 (21,4%) | 77 (28,3%)  |
| Афроамериканци    | 0 (0,0%)   | 0 (0,0%)    |
| Азијати           | 0 (0,0%)   | 0 (0,0%)    |
| Хиспаноамериканци | 41 (73,2%) | 193 (71,0%) |
| Укупно            | 56         | 272         |